# Astrid Koburg
Astrid, księżniczka Belgii, arcyksiężna Austrii-Este, właśc. Astrid Joséphine-Charlotte Fabrizia Elisabeth Paola Maria (ur. 5 czerwca 1962 w Laeken) – księżniczka Belgii, księżna Modeny, arcyksiężna Austria-Este, cesarska księżna Austrii, królewska księżna Węgier i Czech.

## Życiorys
Jest jedyną córką (drugim dzieckiem) króla Alberta II Koburga i jego żony – królowej Paoli Ruffo di Calabria. Jej rodzicami chrzestnymi byli: jej wuj – Don Fabrizio Ruffo di Calabria i jej ciotka – Józefina Charlotta Koburg, wielka księżna Luksemburga. Imię otrzymała na cześć swojej babki – Astrid Bernadotte, księżniczki Szwecji i królowej Belgów.
Astrid poślubiła arcyksięcia Lorenza Habsburg-Este, obecną głowę książęcej rodziny modeńskiej (status ten nadał jego ojcu cesarz Karol I). Ich ślub miał miejsce 22 września 1984 w Brukseli. Lorenz jest drugim synem arcyksięcia Roberta Habsburg-Este (1915–1996) i jego żony Małgorzaty (Margerity), księżniczki Savoy-Aosta (ur. w 1930).
W latach 1984–1993 księżniczka Astrid razem z mężem i dziećmi mieszkała w Bazylei, w Szwajcarii. Lorenz pracował tam w banku, a Astrid nie pełniła wtedy żadnej oficjalnej funkcji w Belgii. W 1991, w jej ojczyźnie, parlament zniósł jednak prawo salickie (mówiące, że kobiety nie mogą dziedziczyć tronu) i Astrid została pierwszą belgijską księżniczką, która znalazła się na liście sukcesji do tronu. W czerwcu 1993 para książęca z dziećmi powróciła do Belgii. Od 1994 Astrid jest przewodniczącą Belgijskiego Czerwonego Krzyża. Pełniąc tę funkcję, księżniczka bardzo dużo podróżuje za granicę, ale na stałe mieszka razem z rodziną w Brukseli. 10 listopada 1995, na mocy dekretu, mąż Astrid został księciem Belgii.

### Potomstwo
Astrid i Lorenz mają pięcioro dzieci, które noszą tytuły: książąt Belgii, arcyksiążąt Austria-Este, cesarskich książąt Austrii, królewskich książąt Węgier i Czech.
Lorenz używa swojego nazwiska Habsburg, ale jego dzieci jako przede wszystkim książęta Belgii nazywa się „Belgijskimi” (w każdym z 3 oficjalnych języków: de Belgique/von Belgien/van België). Ich dzieci to:
- Amadeusz, arcyksięcia Austria-Este (ur. 1986)
- Maria Laura, arcyksiężną Austria-Este (ur. 1988)
- Joachim, arcyksięcia Austria-Este (ur. 1991)
- Luiza Maria, arcyksiężną Austria-Este (ur. 1995)
- Letycja Maria, arcyksiężną Austria-Este (ur. 2003)